# Fries de Vries
Fries de Vries (Hilversum, 1 september 1931 – Amsterdam, 10 november 2008) was een Nederlands historicus, politicus en dichter.
De Vries studeerde tussen 1954 en 1962 Nederlands en geschiedenis aan de Universiteit van Amsterdam. Hij maakte tijdens zijn studietijd deel uit van de Werkgroep Anti-militaristische Studenten. Na zijn afstuderen was hij werkzaam als leraar geschiedenis. Van 1963 tot 1965 was hij namens de Pacifistisch Socialistische Partij (PSP) lid van de gemeenteraad van Hilversum. Voor dezelfde partij zat De Vries tussen 1968 en 1970 in de gemeenteraad van Amsterdam.
Onder eigen naam verzorgde hij vanaf 1974 namens de vrijdenkersvereniging De Vrije Gedachte radiolezingen in de door de regeling ter beschikking gestelde zendtijd.
Uit onvrede met de koers van de PSP richtte De Vries samen met Fred van der Spek in 1986 de Partij voor Socialisme en Ontwapening (PvSO) op. Deze viel echter vrij snel uit elkaar. Na het opgaan van de PSP in GroenLinks probeerden De Vries, Van der Spek en anderen het in 1992 opnieuw met de PSP'92. Ook dit was geen succes. De Vries was verder actief in diverse Amsterdamse actiecomités en was bij de gemeenteraadsverkiezingen van 1998 lijsttrekker van de Amsterdamse Stadspartij. Hij was tevens een vooraanstaand lid van het Nieuw Republikeins Genootschap en bestuurslid van het Frederik van Eeden Genootschap. Als historicus en neerlandicus hield hij geregeld lezingen over het werk en leven van Frederik van Eeden. Na zijn pensionering bleef hij als invaller actief als leraar. Onder de pseudoniemen Blauwe Druif en Goudenregen publiceerde De Vries op verschillende internetsites gedichten.
De Vries overleed op 77-jarige leeftijd aan een hartaanval, terwijl hij onderweg was naar het Herbert Vissers College in Nieuw-Vennep om les te geven. Hij is op 17 november 2008 begraven op Zorgvlied in Amsterdam.

## postume uitgave
Op 19 september 2009 verscheen de dichtbundel Oud  Vuur bij de Stichting Poëzie producties Penelope te Amsterdam. Een stichting met het doel gedichten in eigen beheer uit te geven. De dichtbundel zou eerder op 20 december 2008 uitkomen, maar de plotselinge dood van de auteur hield dat tegen. Met voldoende intekenaren kon de uitgaaf toch doorgaan tot tevredenheid ook van Fries nakomelingen en zijn zoon Sjoerd de Vries.
- inhoud: 80 sonetten, 10 rondeaus, 1o kwatrijnen. In de achteerflapteksten van het boek licht Fries de Vries toe hoe hij tot het dichten is gekomen, en hoe hij in het leven staat.
- formaat: 24 * 16 cm, 128 bladzijden op 135 grams Go matt gestreken papier, gedrukt met de schreefloze letter Stone Sans, geïllustreerd met collages door Meertje Kaal, portret op cover van Fries de Vries, foto naar Vera Jongejan [1]Zaandam.

- Digitale Bibliotheek voor de Nederlandse Letteren: vrie167
- International Standard Name Identifier: 0000 0000 7958 5486
- Library of Congress Control Number: nb2010012266
- Nederlandse Thesaurus van Auteursnamen: 074637126
- Virtual International Authority File: 121121382
- WorldCat: E39PBJrwVVyjTpVPbphbJ9pgKd

1. ↑  CV van Vera Jongejan op het web